# Brachymeria indica
Brachymeria indica är en stekelart som först beskrevs av Krausse 1917.  Brachymeria indica ingår i släktet Brachymeria och familjen bredlårsteklar. Inga underarter finns listade.